# Aeródromo Franco Bianco
Aeródromo Franco Bianco är en flygplats i Chile. Den ligger i provinsen Provincia de Tierra del Fuego och regionen Región de Magallanes y de la Antártica Chilena i sydligaste Chile. Den privata flygplatsen har en landningsbana som är 1 500 meter lång.